# جونكإ غورو
جونكإ غورو (باليابانية: 五領 淳樹) (13 ديسمبر 1989 في كاغوشيما في اليابان – )؛ هو لاعب كرة قدم ياباني سابق كان يلعب كلاعب وسط.

## وصلات خارجية
- جونكإ غورو على موقع رابطة كرة القدم اليابانية للمحترفين (اليابانية)
- جونكإ غورو على موقع قاعدة بيانات كرة القدم.إي يو (الإنجليزية)
- جونكإ غورو على موقع Soccerway.com (الإنجليزية)
- جونكإ غورو على موقع عالم كرة القدم.نت (الإنجليزية)